# Theia (hypotetisk planet)
Theia är en hypotetisk planet som under solsystemets tidiga historia enligt kollisionsteorin kolliderade med den tidiga jorden för cirka 4,533 miljarder år sedan. Detta skall ha lett till att månen bildades av resterna. Theia var ungefär lika stor som Mars; och jorden kunde ha förstörts vid kollisionen. I slutändan samlades resterna från Theia runt jorden för att bilda vad som var den tidiga månen. Efter att rester från kollisionen flög ut i rymden, tror vissa forskare att det ursprungligen bildades två månar som senare sammanfogades till den enda återstående månen idag. Andra anser att tvåmånhypotesen inte är nödvändig att förklara skillnaden mellan ytan på månens framsida och baksida. Teorin förklarar också anledningen till att jordens kärna är större än vad den skulle vara för en kropp i sin storlek efter att Theia sammanfogades med jorden, enligt teorin.

## Bana
Theia anses ha kretsat i Lagrangepunkterna L4 eller L5 i jordens omloppsbana. Den växte till en storlek jämförbar med Mars genom perturbation från Venus, förflyttade sig runt och kom så småningom in på en kollisionskurs med jorden.

## Namn
Namnet 'Theia' kommer från gudinnan Theia i den grekiska mytologin. I mytologin var Theia mor till Selene, gudinnan av månen, precis som planeten Theias kollision med den tidiga jorden teoretiserade skapandet av månen. Ett alternativt namn, Orfeus eller Orpheus, har använts tidigare men är i dagsläget i stort sett inte i bruk.

## Kollision
Theia kretsade kring solen vid Lagrangepunkterna L4 eller L5 i jordens bana, men perturberades av Venus och Jupiter till en kollision med den tidiga jorden. Theia kolliderade med jorden flyktigt, vilket utkastade många bitar av både jorden och Theia. Dessa bitar bildade antingen en kropp som blev månen, eller två månar som så småningom sammanfogades till månen. Om Theia hade kolliderat med jorden rakt på, skulle det ha lett till förstörelsen av båda planeterna, och till skapandet av ett kortlivat asteroidbälte mellan Venus’ och Mars’ omloppsbanor.

## Teorier
Från början av den moderna astronomin, har många hypoteser föreslagits för månens ursprung: att en enda kropp på något sätt uppdelade jorden och månen, att månen fångades in av jordens gravitation (såsom de flesta av de yttre planeterna fångar in månar), att jorden och månen bildas samtidigt när den protoplanetära skivan ackreterade, samt Theiascenariot. Månstenar som togs till jorden av Apolloastronauter befanns vara mycket likartade i sammansättning med jordskorpan, och därmed skulle månen sannolikt ha särskilts från jorden i någon våldsam händelse.